# Завадовский, Александр Иванович
Алекса́ндр Ива́нович Завадо́вский (1817—1877) — офицер Российского императорского флота, участник Крымской войны, Обороны Севастополя, Георгиевский кавалер, командир 35 флотского экипажа, начальник Константиновской морской станции Черноморского флота, вице-адмирал.

## Биография
Александр Иванович Завадовский родился 4 марта 1817 года в селении Крутьков Гадячского повета Полтавской губернии в дворянской семье мореплавателя, лейтенанта флота (впоследствии контр-адмирала) Ивана Ивановича Завадовского (1780—1837). Александр пошёл по стопам отца и старшего брата Михаила (1815-после 1874) прапорщика Корпуса морской артиллерии. 11 декабря 1828 года поступил в Морской кадетский корпус.
18 января 1834 года произведён в гардемарины. В 1834—1835 годах во время корабельной практики крейсировал по Балтийскому морю на линейных кораблях «Кульм» и «Полтава». 21 декабря 1835 года произведён в мичманы и получил назначение на Черноморский флот. В 1836—1854 годах крейсировал у восточного побережья Чёрного моря и участвовал в перевозке грузов на линейных кораблях «Адрианополь», «Память Евстафия» и «Силистрия», плавал с десантными войсками между Севастополем и Одессой. Затем на люгере «Широкий», тендерах «Быстрый», «Соловей» и «Лёгкий» крейсировал у абхазских берегов. 30 марта 1841 года произведён в лейтенанты, в 1843 году награждён орденом Святого Станислава 3 степени. В 1846 году служил на корабле «Силистрия», награждён орденом Святой Анны 3 степени. В 1847 году на корвете «Калипсо» плавал сначала между Севастополем и Одессой, потом крейсировал у восточного берега Чёрного моря. В 1848 и 1849 годах на корабле «Силистрия» с десантными войсками плавал между Севастополем и Одессой. 6 декабря 1849 года произведён в капитан-лейтенанты. В 1850 году на линейном корабле «Двенадцать Апостолов» крейсировал в Чёрном море. В 1851—1853 годах командовал бригом «Птоломей», плавал у абхазских берегов. Посланный из Севастополя в Одессу для закупки на эскадру провизии, бриг на пути туда 3 ноября 1852 года пять часов утра сильным с моря ветром выброшен на берег острова Тендра. 

### Участие в Крымской войне
С 13 сентября 1854 года капитан-лейтенант 42-го флотского экипажа Александр Завадовский состоял в гарнизоне Севастополя на 2-м отделении оборонительной линии. Командовал 4-м бастионом. Особо отличился во время первой бомбардировки Севастополя 5 октября 1854 года. За проявленные героизм и мужество был награждён орденом Святого Владимира 4-й степени с бантом и представлен начальником дистанции Ф. М. Новосильским к ордену Святого Георгия 4-й степени. В представлении отмечалось: «Командуя бастионом с 5 октября, находится постоянно под сильным перекрестным огнем, неутомимо действует противу неприятеля днем и ночью, искусной пальбой разрушил несколько неприятельских батарей, сбил несколько орудий и надолго заставил молчать неприятеля; совершенно презирая всякую опасность, своим мужеством и отличною храбростью подает пример подчиненным и вполне достоин испрашиваемой награды».

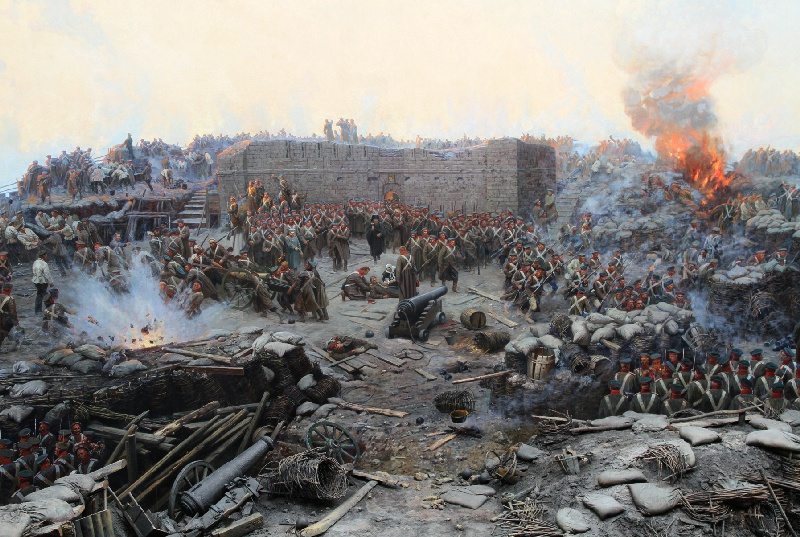
Оборона Севастополя (Франц Рубо)

6 декабря 1854 года произведён в капитаны 2-го ранга и Высочайшим указом награждён орденом Святого Георгия 4-й степени (№ 9536) «в воздаяние отличной храбрости и мужества, оказанных во время бомбардировки г. Севастополя англо-французскими войсками и флотом».
Продолжал служить на 2-м отделении, исполнял обязанности помощника начальника дистанции по артиллерии. 25 мая 1855 года в третью бомбардировку Севастополя получил контузию левой ноги, но продолжал оставаться на своём посту. 14 августа 1855 года был тяжело ранен в руку с переломом кости и покинул оборонительную линию. Награждён орденом Святой Анны 2-й степени с императорской короной и мечами.
26 августа 1856 года произведён в капитаны 1 ранга. В начале 1857 года назначен командиром 35 флотского экипажа Черноморского флота в Николаеве. В апреле 1858 года назначен начальником Константиновской морской станции близ Новороссийска, которая была создана в качестве главного пункта базирования кораблей Северного отряда, охранявшего Кавказское побережье от Анапы до Сочи. С 1858 года, ежегодно, имея брейд-вымпел последовательно на корветах «Рысь», «Волк», «Вепрь» и «Кречет» плавал у восточного берега Чёрного моря. Был награждён орденом Святого Владимира 3-й степени с мечами за «отличия, оказанные в 1858 году в делах против горцев» — защиту 20 апреля 1858 года местечка на северо-западном углу Суджукской бухты.
21 июля 1863 года прикомандирован «за ранами» к Морскому кадетскому корпусу в Санкт-Петербурге. 28 октября 1866 года произведён в контр-адмиралы с зачислением по резервному флоту. 28 февраля 1872 года произведён в вице-адмиралы с увольнением от службы «с мундиром и пенсионом по положению».
Александр Иванович Завадовский умер 22 января 1877 года в Севастополе. Похоронен с почестями во Владимирском Соборе Севастополя.

## Память
Имя Александра Ивановича Завадовского увековечено на одной из 26 мемориальных плит во Владимирском Соборе Севастополя среди имён 57 адмиралов и офицеров Российского флота, удостоенных ордена Святого Георгия за участие в Крымской войне 1853—1856 гг.